# エーリッヒ・ケルナー (駆逐艦)
Z13 エーリッヒ・ケルナー (Z13 Erich Koellner) はドイツ海軍の駆逐艦。1934A型。

## 艦歴
1935年10月12日起工。1937年3月18日進水。1939年8月28日就役。
第二次世界大戦開戦後は北海での機雷敷設などに従事した。1940年2月にはヴィーキンガー作戦に参加。
1940年4月、ノルウェー侵攻作戦に参加し、ナルヴィクに向かった。4月9日、オフォトフィヨルドに到着し、乗せてきた兵員を上陸させた。
4月10日にイギリス軍の駆逐艦がナルヴィク港に攻撃をかけ第1次ナルヴィク海戦が発生した時、「エーリッヒ・ケルナー」は「ヴォルフガング・ツェンカー」、「エーリッヒ・ギーゼ」と共にヘリヤンクスフィヨルドに停泊していた。3隻はナルヴィク港のほうへ向かいイギリスの駆逐艦と交戦した。「エーリッヒ・ケルナー」は無傷であったが、この海戦でドイツ側は2隻の駆逐艦を失った。
4月11日、「エーリッヒ・ケルナー」はバランゲンフィヨルドで座礁し大きく損傷した。このため浮き砲台として使われることとなった。
4月13日、イギリス艦隊が再びフィヨルド内に進入した。デュプヴィク湾にいた「エーリッヒ・ケルナー」は集中攻撃を受けて撃沈された。乗員39名が戦死した。結局、この日の第2次ナルヴィク海戦で、ドイツ側は駆逐艦8隻すべてを失った。